# Gunung Putri (Gunung Putri)
Gunung Putri is een bestuurslaag in het regentschap Bogor van de provincie West-Java, Indonesië. Gunung Putri telt 23.219 inwoners (volkstelling 2010).